# Dorstenia mannii
Dorstenia mannii là một loài thực vật có hoa trong họ Moraceae. Loài này được Hook.f. mô tả khoa học đầu tiên năm 1871.